# Alpiner Nor-Am Cup
Der Alpine Nor-Am Cup stellt neben dem Europacup den wichtigsten Teil des Unterbaus des Alpinen Skiweltcups dar. Der Wettbewerb soll vor allem jungen Rennläufern aus den USA und Kanada die Möglichkeit geben, Erfahrungen auf internationaler Ebene zu sammeln (auch Athleten aus anderen Kontinenten steht die Teilnahme offen). Der Nor-Am Cup wurde ab der Saison 1970/1971 unter dem Namen Canadian-American Cup (Can-Am Cup) ausgetragen. Seit der Saison 1977/1978 trägt die Rennserie ihren heutigen Namen North-American Cup (Nor-Am Cup).
Im Gegensatz zum Weltcup finden alle Rennen in Nordamerika statt. Ansonsten sind die Regeln gleich, so auch die Vergabe von Punkten anhand des FIS-Punktesystems. Die Rennläufer können Punkte in fünf verschiedenen Disziplinen sammeln (Abfahrt, Slalom, Riesenslalom, Super-G und Superkombination). Es werden Sieger in der Gesamtwertung und in den Disziplinenwertungen ermittelt. Die Gesamtsieger des Nor-Am Cups erhalten für die folgende Weltcupsaison einen Fixstartplatz in allen Disziplinen. Zudem erhalten die besten zwei jeder Disziplinenwertung einen Weltcupfixstartplatz in der jeweiligen Disziplin. Wettkämpfer, die bereits unter den besten 20 der Weltcupstartliste sind oder keinem nordamerikanischen Verband angehören, werden hierbei nicht berücksichtigt. In diesem Fall rücken die nächsten in der Rangliste auf.

## Siegerlisten
- Gesamtübersicht aller Siegerinnen
- Gesamtübersicht aller Sieger

Folgende Links führen zu Saison-Übersichten mit den Endständen der einzelnen Wertungen sowie den Top-3-Platzierten aller Nor-Am-Rennen der Damen und Herren (ab 1998/1999):
| - Alpiner Nor-Am Cup 2024/25 - Alpiner Nor-Am Cup 2023/24 - Alpiner Nor-Am Cup 2022/23 - Alpiner Nor-Am Cup 2021/22 - Alpiner Nor-Am Cup 2020/21 - Alpiner Nor-Am Cup 2019/20 - Alpiner Nor-Am Cup 2018/19 - Alpiner Nor-Am Cup 2017/18 - Alpiner Nor-Am Cup 2016/17 - Alpiner Nor-Am Cup 2015/16 - Alpiner Nor-Am Cup 2014/15 - Alpiner Nor-Am Cup 2013/14 - Alpiner Nor-Am Cup 2012/13 - Alpiner Nor-Am Cup 2011/12 - Alpiner Nor-Am Cup 2010/11 - Alpiner Nor-Am Cup 2009/10 - Alpiner Nor-Am Cup 2008/09 - Alpiner Nor-Am Cup 2007/08 - Alpiner Nor-Am Cup 2006/07 - Alpiner Nor-Am Cup 2005/06 | - Alpiner Nor-Am Cup 2004/05 - Alpiner Nor-Am Cup 2003/04 - Alpiner Nor-Am Cup 2002/03 - Alpiner Nor-Am Cup 2001/02 - Alpiner Nor-Am Cup 2000/01 - Alpiner Nor-Am Cup 1999/2000 - Alpiner Nor-Am Cup 1998/99 - Alpiner Nor-Am Cup 1997/98 - Alpiner Nor-Am Cup 1996/97 - Alpiner Nor-Am Cup 1995/96 - Alpiner Nor-Am Cup 1994/95 - Alpiner Nor-Am Cup 1993/94 - Alpiner Nor-Am Cup 1992/93 - Alpiner Nor-Am Cup 1991/92 - Alpiner Nor-Am Cup 1990/91 - Alpiner Nor-Am Cup 1989/90 - Alpiner Nor-Am Cup 1988/89 - Alpiner Nor-Am Cup 1987/88 - Alpiner Nor-Am Cup 1986/87 | - Alpiner Nor-Am Cup 1985/86 - Alpiner Nor-Am Cup 1985/86 - Alpiner Nor-Am Cup 1984/85 - Alpiner Nor-Am Cup 1983/84 - Alpiner Nor-Am Cup 1982/83 - Alpiner Nor-Am Cup 1981/82 - Alpiner Nor-Am Cup 1980/81 - Alpiner Nor-Am Cup 1979/80 - Alpiner Nor-Am Cup 1978/79 - Alpiner Nor-Am Cup 1977/78 - Alpiner Can-Am Cup 1976/77 - Alpiner Can-Am Cup 1975/76 - Alpiner Can-Am Cup 1974/75 - Alpiner Can-Am Cup 1973/74 - Alpiner Can-Am Cup 1972/73 - Alpiner Can-Am Cup 1971/72 - Alpiner Can-Am Cup 1970/71 |

## Belege
1. ↑  Alpine Canada (Hrsg.): Canadian Alpine Ski Teams Media Guide 2008/2009. S. 144.
2. ↑  Reglement der Alpinen FIS Continentalcups Edition 2010/2011 (Seite dauerhaft nicht mehr abrufbar, festgestellt im Oktober 2024. Suche in Webarchiven). Punkt 5.4 Persönliche Qualifikation für den Weltcup (PDF, 501 kB)